# Eucrada robusta
Eucrada robusta är en skalbaggsart som beskrevs av Van Dyke 1918. Eucrada robusta ingår i släktet Eucrada och familjen trägnagare. Inga underarter finns listade i Catalogue of Life.